# William Edward Lori

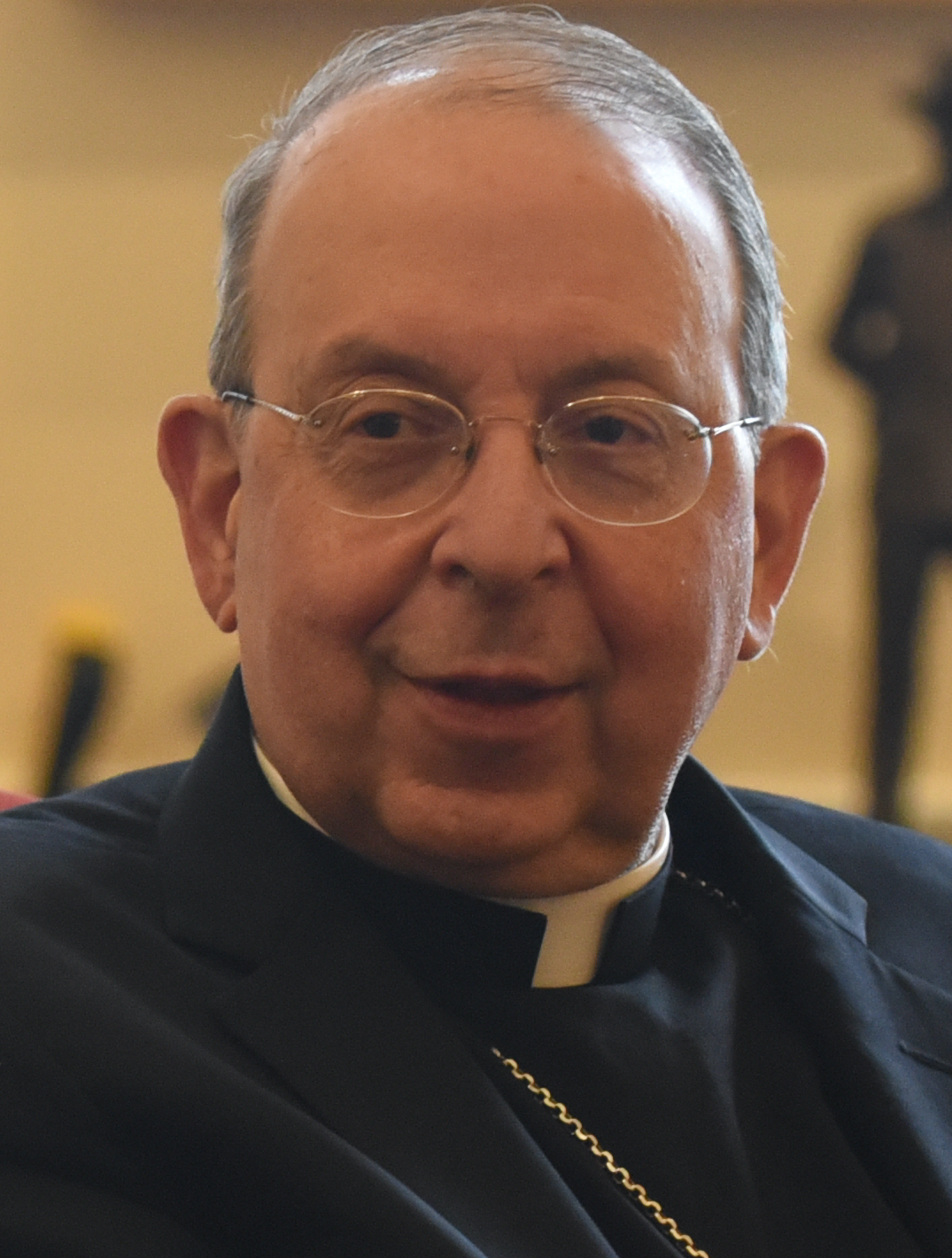
Erzbischof William Edward Lori (2022)

Erzbischofswappen

William Edward Lori OESSH (* 6. Mai 1951 in Louisville (Kentucky), Kentucky, Vereinigte Staaten) ist ein römisch-katholischer Geistlicher und Erzbischof von Baltimore.

## Leben
Lori studierte Katholische Theologie und Philosophie am Seminary of Saint Pius X in Erlanger, Kentucky und am Mount Saint Mary’s Seminary. An der Katholischen Universität von Amerika wurde er mit einer Arbeit über die Heilige Schrift promoviert. Am 14. Mai 1977 wurde Lori durch William Wakefield Baum zum Priester geweiht. Nach seelsorgerischer Tätigkeit war er Sekretär von Erzbischof James Aloysius Hickey, später Kanzler, Moderator in der Kurie und Generalvikar im Erzbistum Washington.
Am 28. Februar 1995 wurde er zum Titularbischof von Bulla und zum Weihbischof im Erzbistum Washington ernannt. Die Bischofsweihe spendete ihm Kardinal Hickey am 20. April desselben Jahres. Mitkonsekratoren waren der inzwischen zum Großpönitentiar ernannte Kardinal Baum und der Bischof von Charlotte, William George Curlin.
Am 23. Januar 2001 wurde Lori zum Bischof von Bridgeport ernannt. Er war Aufsichtsratsvorsitzender der Sacred Heart University in Fairfield und der Katholischen Universität von Amerika in Washington, D.C.
Seit 2001 ist er Vorsitzender der Kommissionen für Glaubensfragen und Religionsfreiheit der US-amerikanischen Bischofskonferenz (USCCB). 2002 berief ihn Präsident George W. Bush in das President’s Committee on Mental Retardation. 2002 wurde er mit der Leitung des Ad Hoc Committee on Sexual Abuse betraut; er initiierte die Charter for the Protection of Children and Young People. Seit 2005 ist er Supreme chaplain der Kolumbusritter.
Am 20. März 2012 ernannte ihn Papst Benedikt XVI. als Nachfolger von Kardinal Edwin Frederick O’Brien zum 16. Erzbischof von Baltimore. Seine Amtseinführung fand am 16. Mai desselben Jahres statt. 2012 wurde Lori in Nachfolge von Kardinal O’Brien zum Großprior der Statthalterei USA MIDDLE ATLANTIC des Ritterordens vom Heiligen Grab zu Jerusalem berufen.
Lori galt während dessen Amtszeit als Kritiker der Gesundheitspolitik des US-Präsidenten Barack Obama.
Vom 13. September 2018 bis zum 22. August 2019 war er zusätzlich für die Dauer der Sedisvakanz Apostolischer Administrator des Bistums Wheeling-Charleston.
Am 15. November 2022 wurde Erzbischof Lori auf der Herbst-Vollversammlung der Bischofskonferenz der Vereinigten Staaten (USCCB) zum neuen Vizepräsidenten gewählt.